# Connexions Information Sharing Services
Der Connexions Information Sharing Services ist die zentrale Online-Bücherei und das zentrale Online-Archiv für Bewegungen für gesellschaftlichen Wandel in Kanada. Connexions ist eine gemeinnützige Organisation und verfügt über ein umfangreiches Verzeichnis von kanadischen und internationalen Organisationen und Vereinen. Das Büro von Connexions befindet sich in der Innenstadt von Toronto in der Nähe des Kensington Market.

## Geschichte
Im Jahr 1975 als Informationsschnittstelle für die Aktivisten der Graswurzelbewegung gegründet, lag der Themenschwerpunkt auf Armut in der Stadt und auf dem Land. 1978 wurde der Name von Canadian Information Sharing Service in Connexions geändert, um dem Auftrag der Organisation deutlich zu machen, dass sie ein Bindeglied zwischen der Graswurzelgruppen und deren Idee und Projekten ist. Die Themengebiete wurden erweitert auf die Entwicklung der Länder der dritten Welt, Emanzipation, Rechte der Ureinwohner, Frieden, Menschenrechte und andere Themen. Die Informationen von Mitwirkenden aus dem ganzen Land wurden durch den Newsletter Connexions Digest verbreitet, der nach Themengebiet sortiert war.
Die ersten 4000 Inhaltsangaben von Dokumenten, Artikeln, Berichten, Büchern und Informationen über Organisationen und Projekte, erschienen in den ersten 20 Jahren als Druck und wurde so zu einem wichtigen Instrument für kanadische Aktivisten und einem Personenkreis, die sich über Themen der sozialen Gerechtigkeit informieren wollten.
In den 1980er und 1990er Jahren wurde The Connexionen Annual veröffentlicht, eine Jahrbuch mit Quellen für soziale und Umweltthemen. Die jährlichen Ausgaben beschäftigten sich mit aktuellen Themen und beinhalteten eine Reihe von Quellen und ein umfangreiches Verzeichnis von Graswurzelgruppen der einschlägigen Themenbereiche. Die letzte Ausgabe von The Connexions Annual erschien 1994.
Mitte der 1990er Jahre ging Connexions online, erweiterte die kanadischen und die internationalen Quellen und begann damit die bereits umfangreiche Bibliothek zu digitalisieren. Das Online-Archiv umfasst mehr als 10.000 Dokumente zu den Themenbereichen Menschenrechte, Bürgerrechte, soziale Gerechtigkeit, ökonomische Alternativen, Demokratisierung, Frauen, Rechte von Schwulen, Lesben und Bisexuellen, kanadische Ureinwohner, alternative Lebensführung und Umweltthemen. Die meisten Artikel sind in Englisch.
Das Archiv ist eines der größten Human-Indexed Archiv von Dokumenten über gesellschaftlichen Wandel. Zusätzlich zum Dewey-System und dem der Library of Congress nutzt die Organisation auch ein eigenes kontrolliertes Vokabular mit mehr als 20.000 Titeln, das in Zusammenarbeit mit Sources, dem kanadischen Verzeichnis für Experten und Repräsentanten, erstellt wurde. Connexions und Sources begannen 1993 zusammenzuarbeiten, als der damalige Herausgeber von Sources, Medienkritiker und Friedensaktivist Barrie Zwicker den Koordinator Ulli Diemer bat, ein Online-Verzeichnis kanadischer Organisationen und Verbänden zu erstellen.
Das Verzeichnis der Verbände und Organisationen umfasst mehr als 5000 Einträge und ist nach 20.000 Themen sortiert. Darüber hinaus verfügt die Organisation außerdem über einen Kalender mit einer umfangreichen Auflistung von einschlägigen Veranstaltungen und veröffentlicht eine Vielzahl von Texten, die sich dem Nahostkonflikt widmen. Darüber hinaus bietet die Sammlung zum Beispiel politische Manifeste von 1649 bis heute. Connexions hat ein komplettes Archiv von The Red Menace, ein freiheitliches, sozialistisches Mitteilungsblatt das von 1976 bis 1980 vom Libertarian Socialist Collective herausgegeben wurde. Einige Ausgaben der Seven News, einer progressiven Zeitung, die von Aktivisten um den Stadtrat John Sewell, der später als Reform-Bürgermeister von Toronto bekannt wurde.

## Politische Orientierung
Connexions beschreibt seine politische Richtung als links-pluralistisch und vereint eine Vielzahl an unterschiedlichen progressiven Ansichten. Die politische Richtung spiegelt sich außerdem in der Auswahl der Artikel im Archiv wider. Trotz dieser Vorgaben für die Auswahl der Themen und Artikel vertreten die Texte unterschiedliche Ansichten und Standpunkte. Wir versuchen möglichst neutrale Kurzdarstellungen zu bieten, sodass sich der Leser seine eigene Meinung bilden kann. Connexions richtet sich nach bestimmten Vorgaben, welche Artikel in das Archiv aufgenommen werden und welche nicht. Eine Regel ist: es werden keine Werke aufgenommen, die von Leninisten, Trotzkisten oder aus einer post-modernen Perspektive verfasst worden sind. Connexions konzentriert sich auf Themen mit dem Schwerpunkt auf Bürgerrechte, Menschenrechte, Meinungsfreiheit, Pressefreiheit, Säkularismus und Demokratie. Sie gibt an, gegen Zensur zu sein sowie auch gegen jede Art von Diskriminierung und Unterdrückung, von Geschlecht, sexuelle Orientierung, Herkunft oder Ethnie.

## Programm für internationale Praktikanten
Connexions bietet Praktika in unterschiedlichen Bereichen für Interessenten aus der ganzen Welt. Die Praktikanten arbeiten an der Erweiterung des digitalen Archivs, scannen Dokumente und Bilder, verfassen Berichte, Beschreibungen und arbeiten im Marketing. Connexions ist außerdem dabei, den kontrollierten Wortschatz in Französisch, Spanisch und Deutsch zu übersetzen.